# Помаканти
Помакантите (Pomacanthus) са род актиноптери от семейство Ангелски риби (Pomacanthidae).
Таксонът е описан за пръв път от Бернар Жермен дьо Ласепед през 1802 година.

## Видове
- Pomacanthus annularis
- Pomacanthus arcuatus – Сива ангелска риба
- Pomacanthus asfur
- Pomacanthus chrysurus
- Pomacanthus imperator – Императорска риба ангел
- Pomacanthus maculosus
- Pomacanthus navarchus
- Pomacanthus paru
- Pomacanthus rhomboides
- Pomacanthus semicirculatus
- Pomacanthus sexstriatus
- Pomacanthus xanthometopon
- Pomacanthus zonipectus